# Розірвані обійми
Розірвані обійми (ісп. Los abrazos rotos) — фільм іспанського кінорежисера Педро Альмодовара. 17 березня 2009 року відбулася прем'єра стрічки в Іспанії, а 24 вересня — в Україні.

## Сюжет
Головний герой стрічки Матео Бланко, який пише оповідання і сценарії під псевдонімом Гаррі Кейн. Одного разу він потрапляє в страшну автокатастрофу на острові Лансароте, після якої назавжди втрачає зір. Він не може більше знімати кіно, від нього йде Лена — жінка, яка була сенсом його життя. Разом із зором Матео втрачає все. Вижити йому допомагає давня подруга і продюсерка його фільмів Джудіт Гарсія. Змиритися з трагедією свого життя він зможе лише через 14 років, відкривши душу своєму молодому помічникові Дієго, сину Джудіт.

## У ролях
- Пенелопа Крус — Магдалена Ріверо (Лена)
- Луїс Омар — Матео Бланко / Гаррі Кейн
- Бланка Портільйо — Джудіт Гарсія
- Хосе Луїс Гомес — Ернесто Мартель
- Рубен Очандьяно — Ray X, син Ернесто Мартеля
- Тамар Новас — Дієго
- Анхела Моліна — мати Лени
- Рамон Понс — батько Лени
- Чус Лампреаве — консьєржка
- Кіті Манвер — мадам Мілен
- Лола Дуеньяс — вчителька
- Маріола Фуентес — Едурне
- Кармен Мачі — Чон
- Кіра Міро — модель
- Россі де Пальма — Хуліета
- Алехо Саурас — Алекс

## Нагороди і номінації
Загалом фільм отримав 7 нагород і 28 номінацій, зокрема:
- Номінація на BAFTA як найкращий фільм іноземною мовою
- Номінація на Золоту пальмову гілку Каннського кінофестивалю
- Європейський кіноприз:
  - найкращий композитор
  - приз глядацьких симпатій (номінація)
  - найкращий режисер (номінація)
  - найкраща акторка (номінація)
- Номінація на Золотий глобус як найкращий фільм іноземною мовою
- Премія Гойя:
  - найкращий композитор
  - найкраща акторка (номінація)
  - найкращі костюми (номінація)
  - найкращий грим і зачіски (номінація)
  - найкращий оригінальний сценарій (номінація)